# 游洲
游洲（1790年1月4日—？年），字淮三，號林軒，四川瀘州人，由道光五年乙酉科四川鄉試二十七名舉人，道光十七年署鄰水縣教諭。是一位政治人物，清朝時曾在四川順慶府鄰水縣（位於今四川省東部，梁大同三年置，是一個千年古縣）擔任官吏。